# لانگ لیک (ایلینوی)
لانگ لیک (به انگلیسی: Long Lake) یک منطقهٔ مسکونی در ایالات متحده آمریکا است که در ایلینوی واقع شده‌است. لانگ لیک ۳٬۵۱۵ نفر جمعیت دارد.